# Heráclides de Cime
Heráclides de Cime (em grego: Ἡρακλείδης; romaniz.: Heracleides; fl. 350 a.C.) é um antigo historiador grego pouco atestado que escreveu a obra em vários volumes Pérsica, ou História da Pérsia, que não sobreviveu integralmente. Fragmentos da Pérsica estão preservados principalmente na obra de Ateneu e neles está um relato dos costumes da corte persa. Sabe-se que Heráclides era um indivíduo residente no Império Aquemênida.